# Ironsight
Ironsight — компьютерная игра в жанре техно-шутера, разработанная корейской компанией Wiple Games на игровом движке Iron Engine. Локализатором проекта в России стала компания Иннова. ЗБТ (закрытое бета-тестирование) началось 30 января 2019 года, ОБТ (открытое бета-тестирование) — 28 марта 2019 года. Распространение игры происходит по модели free-to-play.
| Системные требования | Системные требования                   | Системные требования                   |
| -------------------- | -------------------------------------- | -------------------------------------- |
|                      | Минимальные                            | Рекомендуемые                          |
| Wintel               |                                        |                                        |
| ОС                   | Windows 7 c поддержкой DirectX 9.0C    | Windows 7 c поддержкой DirectX 9.0C    |
| ЦПУ                  | Intel Core 2 Duo 2,0 ГГц               | Intel Core 2 Duo 8,0 ГГц               |
| Место на диске       | 2 Гб                                   | 8 Гб                                   |
| Видеокарта           | NVidia GeForce 9600 GT                 | NVidia GeForce GTX 650                 |
| Сеть                 | Широкополосное подключение к интернету | Широкополосное подключение к интернету |

## Особенности игры
Ironsight представляет собой классический онлайн-шутер от первого лица с узнаваемым геймплеем. Кроме привычных видов оружия, персонаж может использовать разнообразных дронов. Экипировка и вооружение сбалансированы таким образом, чтобы решающее значение всегда имел скилл игрока.
Игровой процесс напоминает микс из Counter-Strike и Call of Duty со своими уникальными возможностями. Две фракции воюют на разных картах и в разных режимах до победного.
В игре можно проходить миссии и получать за них награды. Также доступны тренировки с дронами и разнообразные режимы для соревнования с другими игроками.
Для самых разных целей персонажи могут использовать дронов, которые, в свою очередь, отличаются по функциям и назначению.
В игре представлено семь классов оружия: пистолеты, пистолеты-пулемёты, дробовики, штурмовые и снайперские винтовки, ручные пулемёты, тяжёлое вооружение. Характеристики половины оружия можно улучшать, ставить модификации, изменяющие прицел, объём магазина, особенности рукояти или ствола.
Возможности многопользовательской игры
- Кастомизация персонажей — можно изменять внешний вид и набор эмоций.
- Организация клана или вступление в клан с последующим участием в клановых войнах[12].
- Ежедневные задания — режим, в котором нужно за одни сутки выполнить какое-то задание. Например, в течение суток стрелять только из снайперской винтовки[13].
- Персональные задания, выполняя которые, игрок получает вознаграждения в игровой валюте[14].
- Достижения — значки, получаемые за выполнение некоторых сложных заданий; позволяют собрать свой герб[9].

## Развитие персонажа
Персонажу можно задать три боевые раскладки, определяющие стиль игры сообразно тактической ситуации. В каждой раскладке может находиться основное и запасное оружие, нож для ближнего боя, тактическое снаряжение вроде гранат или маячков авиаудара.
Во время боя игрок набирает очки, за которые может вызывать дронов (до 3 раз). В игре есть дроны поддержки и атаки.
Здоровье персонажа регенерируется автоматически.
В Ironsight у игрока также есть пассивные умения, из которых в бою можно использовать только три — по механике они напоминают Black Ops. С их помощью можно быстрее прицеливаться, перезаряжаться, бегать, усиливать атаку ближнего боя или степень защиты от взрывов.
В игре представлено девять вариантов внешности персонажей — снайпер, штурмовик, разведчик, солдат, поддержка и так далее. Также есть несколько персонажей с уникальным внешним видом (приобретаются за реальные деньги).

## Режимы игры

### Командный бой
Цель — стать первой командой, набравшей 100 очков в зависимости от настроек матча. Игрок получает 1 очко за каждого убитого врага.

### Подрыв
Одной команде нужно заминировать определённый объект на карте, другой — их остановить.

### Бой за ресурсы
Несколько раз за бой в случайных местах на картах появляются роботы. Главная задача — убить роботов и забрать очки, выпадающие с них. Победу одерживает команда, набравшая наибольшее количество очков.

### Захват
Команды борются за захват и удержание точки. Побеждает команда, которая захватила точку первой или набрала наибольшее количество очков к концу таймера. На мини-карте отображается точка, которую необходимо захватить. Под таймером отображается полоса, показывающая, сколько захвачено командой игрока, и сколько захватил противник.

### Штурм
Задача обеих команд — захватывать точки и не давать врагу отвоёвывать уже захваченные.